# دولت ملی مجلس بزرگ
دولت ملی مجلس بزرگ ترکیه یا دولت موقت آنکارا (ترکیه) به حکومت انقلابی ترکیه که در آنکارا در طول جنگ استقلال ترکیه (۱۹۲۳–۱۹۱۹)که در سالهای آخر امپراتوری عثمانی تشکیل شد. این دولت با رهبری جنبش ملی ترکیه، به عنوان مخالف دولت در حال فروپاشی قسطنطنیه، که توسط سلطان عثمانی رهبری می‌شد، بود.
در آن که زمان دولت آنکارا اعلام وجود کرد، یک دولت دیگر در ترکیه در قسطنطنیه، اشغال شده توسط متفقین، یعنی دولت امپراتوری عثمانی، که اغلب به عنوان «دولت قسطنطنیه» شناخته می‌شود (به عنوان دشمن دولت تازه تأسیس آنکارا) وجود داشت. هنگامی که مجلس ملی بزرگ ترکیه تأسیس شد، در ۲۳ آوریل ۱۹۲۰، هنوز سلطنت عثمانی وجود داشت، پارلمان جدید در آنکارا دولت خود را تشکیل داد. وزیران به جای نام «عثمانی» که متداول بود از نام، «دولت ترکیه» استفاده کردند تا ماهیت دولت موقت را حفظ کنند.
رئیس‌جمهور دولت آنکارا برای نشان دادن رسمیت خود در ترکیه به دلیل این که پایتخت کشور در قسطنطنیه ــ که تحت اشغال متفقین بود ــ قرار داشت، نام دولت را در ۸ فوریه ۱۹۲۱ به دولت ملی مجلس ترکیه تغییر داد و بعد از آن جمهوری ترکیه توسط مصطفی کمال تشکیل شد. هنگامی که پیمان صلح مودانیا امضا شد و متارکه مودروس توسط سلطان عثمانی امضاشد در سال ۱۹۱۸ در پایان جنگ جهانی اول امضا شد و باعث پایان دادن به جنگ استقلال ترکیه و انحلال سلطنت عثمانی که متهم به ناتوانی از جلوگیری از اشغال ترکیه به دست متفقین بود، شد.

## دولت‌ها
دولت‌های پیش از جمهوری، «وزرای اجرایی ترکیه» نامیده می‌شدند.
- نخست وزیران ترکیه
- کابینه دوم وزیران ترکیه
- کابینه سوم وزیران ترکیه
- چهارمین کابینه وزرای ترکیه
- پنجمین کابینه وزرای ترکیه